# Al Yarmuk Sporting Club Al Rawda
Maillots
Le Al Yarmuk Sporting Club Al Rawda (en arabe : نادي اليرموك الرياضي), plus couramment abrégé en Al Yarmuk Al Rawda, est un club yéménite de football fondé en 1978 et basé à Sanaa, la capitale du pays.

## Histoire
Fondé en 1978 à Sanaa, Al Yarmuk al-Rawda remporte son premier titre national en 1989, s'imposant en championnat du Nord-Yémen. Il conserve son titre lors de la saison suivante mais la réunification du Yémen va correspondre à une période de mauvais résultats, puisque le club est relégué à l'issue de la saison 1993-1994.
Il retrouve l'élite dix ans plus tard et s'y maintient durant huit saisons avant de connaître une nouvelle relégation en 2010. Al Yarmuk passe deux ans en deuxième division et son retour au plus haut niveau, lors de l'édition 2013, est exceptionnel puisque le club de la capitale parvient à remporter le titre national, devant Al Sha'ab Hadramaut et Al Saqr Ta'izz.
Les titres nationaux ont permis au club de représenter le Yémen en compétitions continentales. Le club n'a cependant jamais passé le stade du premier tour, que ce soit en Coupe d'Asie des clubs champions 1990-1991 ou plus récemment en Coupe de l'AFC 2014.

## Palmarès
| \| - Championnat du Yémen (1) : - Champion: 2013. - Championnat du Nord-Yémen (2) : - Champion: 1989 et 1990. \| \| - Supercoupe du Yémen : - Finaliste: 2013. \| |  |                                            |
| - Championnat du Yémen (1) : - Champion: 2013. - Championnat du Nord-Yémen (2) : - Champion: 1989 et 1990.                                                        |  | - Supercoupe du Yémen : - Finaliste: 2013. |